# Nutzerintegration
Unter Nutzerintegration versteht man, dass Kunden aktiv in den Produktions- und Innovationsprozess eines Unternehmens eingebunden werden. Dies kann auf verschiedene Art und Weise und an mehreren Punkten der Wertschöpfungskette geschehen. Vor allem bei Innovationen kann Nutzerintegration dazu dienen, früh die Meinungen und Anregungen der späteren Kunden einzuholen, um das Produkt für den Marktbedarf zu optimieren. Dies erhöht zusätzlich die Nachhaltigkeit neuer Produkte.

## Arten der Nutzerintegration

### Anspruchsformulierer
Der Nutzer formuliert Probleme, Anforderungen und Bedürfnisse, die dann den Innovationsprozess anstoßen. Das Unternehmen muss dann Lösungen erarbeiten. Beispielsweise haben Kunden professioneller Bildbearbeitungs- und Animationssoftware bestimmte Anforderungen an die erhaltenen Programme, wobei fehlende Features und neue Wünsche für kommende Versionen an den Hersteller gemeldet werden.

### Ideenlieferant
Der Nutzer formuliert und äußert die Ideen für zukünftige Produkte, die anschließend umgesetzt werden. Der Pen & Paper-Rollenspielverlag White Wolf bezieht die Nutzer des offiziellen Forums aktiv in Ideenfindung ein. Ideen für neue Bücher werden von Nutzern diskutiert und gegebenenfalls umgesetzt, wobei teilweise der Ideenlieferant weiter als Autor bzw. Co-Autor eingebunden wird.

### Evaluierer
Der Nutzer bewertet Ideen, Konzepte, Prototypen, Produkte und Services, bevor mit der Entwicklung des Produktes begonnen wird. So werden frühzeitige Probleme im Konzept erkannt und können behoben werden, bevor zeitaufwändige Korrekturen in der Entwicklung oder Produktion nötig sind.

### (Ko-)Entwickler
Nutzer unterstützen aktiv die Entwicklung von Konzepten, Prototypen, Produkten und Services und liefern gegebenenfalls Lösungen für auftretende Probleme.

### (Ko-)Konfigurator
Der Nutzer wählt aus Möglichkeiten aus, beispielsweise bestimmt er selbst  ein Fernseh- oder Radioprogramm aus einer vorgegebenen Auswahl. On-demand-Plattformen, wie Telekom Entertain stellen Beispiele dar, bei denen sich der Nutzer aus einem gegebenen Angebot sein Programm selbst konfiguriert.
Ein weiteres Beispiel sind Fahrzeugkonfiguratoren auf Internetseiten von Autoherstellern, beispielsweise Volkswagen oder Mercedes.

### Tester
Die Nutzer führen eine praktische Erprobung von Prototypen, Produkten und Services durch und erstellen Berichte, mit deren Hilfe die Entwickler das Produkt weiter verbessern und Fehler ausbessern können. Online-Spiele wie World of Warcraft oder Guild Wars 2 bieten offene und geschlossene Beta-Phasen an, in denen Spieler vorab neue Inhalte und Versionen testen und Fehlerberichte an den Hersteller schicken können.

### Vermarkter
Der Nutzer führt Vermarktungsunterstützung als Referenzkunde, Erstbesteller und Meinungsführer durch und agiert als Berater für weitere Kunden. Virale Effekte werden gerade im Bereich Film- und Fernsehen genutzt, um Nutzer direkt anzusprechen. Filme wie Iron Sky oder Repo! The genetic opera wurden vor allem durch Mundpropaganda bekannt gemacht. Auch Open-Source-Projekte wie die Linux-Distributionen oder Programme wie Gimp und Blender 3D nutzen diese Effekte, da sich traditionelle Marketing-Maßnahmen für solche Projekte nicht anbieten.

## Eignung des Kunden
Es wird zwischen drei Kriterien unterschieden, ob ein Kunde für die Nutzerintegration geeignet ist:
- Fähigkeiten und Kompetenz sowie Zeit, die er einbringen kann.
- Bereitschaft und Motivation, sich an dem Produktionsprozess zu beteiligen.
- Das Vertrauens-, Abhängigkeits- und Wettbewerbsverhältnis hat maßgeblichen Einfluss auf die Leistungsfähigkeit der Zusammenarbeit.

Von größter Bedeutung in den frühen Entwicklungsphasen sind hierbei Lead User, also trendführende Nutzer, die dem Unternehmen nachhaltige Problemlösungen in der Phase der Ideengenerierung bieten können. Bei Lead Usern geht man davon aus, dass sie in ihren Ideen und Vorstellungen dem Markt voraus sind. Dadurch verspricht ein Unternehmen sich von der Zusammenarbeit mit den Lead Usern Erfolg am Markt.
Das Testen und Bewerten erster Prototypen sollte zunächst mit erfahrenen Anwendern durchgeführt werden, um schwerwiegende Probleme zu erkennen und auszubessern und anschließend mit repräsentativen Anwendern, um die Alltagstauglichkeit des Produktes zu evaluieren.
Abschließend werden Kunden eingebunden, die sich als Erstbesteller dazu eignen, das Produkt weiter bekannt zu machen und weitere Kunden zu generieren. Hier sind vor allem Blogger interessant, die mit ihren Beiträgen eine große Anzahl Leser erreichen können.

## Bedeutung für die Kundenbindung
Dadurch, dass der Nutzer wie beschrieben auf verschiedenen Wegen Einfluss auf den Entstehungsprozess hat, wird nicht nur die Kundenzufriedenheit beim finalen Kauf erhöht, sondern auch das Zugehörigkeitsgefühl des Kunden zum Unternehmen erhöht. Von zentraler Bedeutung für den Kauf von Produkten sind im Internet Fachblogs und -foren. Sind aktive Nutzer dieser Plattformen in den Innovationsprozess des Produktes integriert, agieren sie als Meinungsführer und können weitere potenzielle Kunden generieren beziehungsweise beraten. Außerdem ist es durch die Nutzung von Sozialen Netzwerken und Foren möglich, Dialoge zwischen Mitarbeitern und Nutzern zu führen, Projekte voranzutreiben und kurzfristig auf einen großen Wissenspool zurückzugreifen, über den das Unternehmen andernfalls nicht verfügt.
Bei Produkten, die Kunden langfristig nutzen sollen, wie zum Beispiel Online-Rollenspielen wird die Gefahr reduziert, dass Nutzer zu Alternativen abwandern, wenn sie sich vom Betreiber ernst genommen fühlen und die Ideen und Wünsche der Community in neue Versionen beziehungsweise Add-ons integriert werden. Ähnliches gilt für Computerprogramme, deren Bezahlmodell auf langfristigem Service basieren.
Zusätzlich können aus besonders aktiven Nutzern neue, qualifizierte Mitarbeiter für das Unternehmen gewonnen werden.

## Nachhaltigkeit der Nutzerintegration
Durch die beschriebene Einbindung von Lead-Usern ist es möglich, zum Markt passende Innovationen zu entwickeln, bevor der Markt Bedarf an diesen Produkten und Dienstleistungen hat. Dadurch muss das Unternehmen nicht mit kurzfristig geplanten Produkten auf neue Gegebenheiten reagieren, sondern kann als Vorreiter agieren. Das schafft Nachhaltigkeit in den Produktzyklus. Gleichzeitig wird die Gefahr eines Scheitern des Produktes reduziert.
Jedoch muss, um eine langfristige Nachhaltigkeit für das Unternehmen zu gewährleisten, das Prinzip der Nutzerintegration in die Unternehmenskultur integriert werden.